# Mofly
Mofly, kort för "motorflyginformation", är en tidning om allmän- och privatflyg. Den är medlemstidning för Aeroklubben i Göteborg.

## Spridning och utgivning
Mofly har funnits som en intern medlemstidning för medlemmar i Aeroklubben i Göteborg sedan 1970-talet, men har på senare år breddats vilket givit en stor läskrets i allmän- och privatflygarkretsar. Tidningen har på senare tid övergått till att i första hand vara en internetbaserad tidning. Ett tryckt pappersnummer kommer varje år i december, och distribueras till flygklubbar och andra flygrelaterade organisationer. Mofly Newsletter ges ut i fem nummer per år och distribueras på internet som nedladdningsbara pdf-filer.